# Orthogonioptilum oremansi
Orthogonioptilum oremansi is een vlinder uit de onderfamilie Saturniinae van de familie nachtpauwogen (Saturniidae). De wetenschappelijke naam van de soort is voor het eerst geldig gepubliceerd door Philippe Darge in 2008.

## Type
- holotype: "male. 30-XII-2007. leg. Ph. Oremans. Genitalia SAT 716 Ph. Darge, 2008. Barcoding PD-BC 2387"
- instituut: Collectie Philippe Darge in Clénay, Frankrijk
- typelocatie: "République Démocratique du Congo, Province de l'Equateur, Lukolela, Bobeta"